# Treasure (computerspelbedrijf)
Treasure Co., Ltd. (Japans: 株式会社トレジャ) is een onafhankelijke spelontwikkelaar opgericht door oud-Konami medewerkers op 19 juni 1992.
Treasure is een private organisatie met ongeveer 20 tot 40 medewerkers. Ze werken vaak samen met andere organisaties, zoals SEGA, Enix, en Nintendo. Treasure is het meest bekend om hun actiespellen met innovatieve spelervaring. Hun eerste uitgebrachte spel was Gunstar Heroes voor de Sega Mega Drive.

## Geschiedenis
Nadat Treasure werd opgericht, werd uitsluitend geproduceerd voor de Mega Drive. Later ook voor andere SEGA spelcomputers. Binnen het bedrijf is altijd een platte organisatiestructuur gebleven, waarbij elke medewerker zowel het grafische gedeelte, muziek en programmeren voor zijn rekening neemt.

## Ontwikkelde spellen
| Jaar | Titel                                    | Platform                                              |
| ---- | ---------------------------------------- | ----------------------------------------------------- |
| 1993 | Gunstar Heroes                           | Mega Drive, Game Gear, Virtual Console                |
| 1993 | McDonald's Treasure Land Adventure       | Mega Drive                                            |
| 1994 | Dynamite Headdy                          | Mega Drive, Game Gear, Master System, Virtual Console |
| 1994 | YuYu Hakusho Makyoutoissen               | Mega Drive                                            |
| 1995 | Alien Soldier                            | Mega Drive, Virtual Console                           |
| 1995 | Light Crusader                           | Mega Drive, Virtual Console                           |
| 1996 | Guardian Heroes                          | Saturn, Xbox Live Arcade                              |
| 1997 | Silhouette Mirage                        | Saturn, PlayStation                                   |
| 1998 | Radiant Silvergun                        | Arcadespel, Saturn                                    |
| 1999 | Rakugaki Showtime                        | PlayStation                                           |
| 1999 | Bangai-O                                 | N64, Dreamcast                                        |
| 2000 | Silpheed: The Lost Planet                | PlayStation 2                                         |
| 2001 | Stretch Panic                            | PlayStation 2                                         |
| 2001 | Ikaruga                                  | Arcade, Dreamcast, GameCube, Xbox Live Arcade, Steam  |
| 2002 | Tiny Toon Adventures: Buster's Bad Dream | Game Boy Advance                                      |
| 2003 | Jahime no Ippo: The Fighting!            | Game Boy Advance                                      |
| 2003 | Dragon Drive: D-Masters Shot             | Gamecube                                              |
| 2004 | Astro Boy: Omega Factor                  | Game Boy Advance                                      |
| 2004 | Gradius V                                | PlayStation 2                                         |
| 2004 | Advance Guardian Heroes                  | Game Boy Advance                                      |
| 2005 | Gunstar Super Heroes                     | Game Boy Advance                                      |
| 2006 | Bleach: The Blade of Fate                | DS                                                    |
| 2007 | Bleach: Dark Souls                       | DS                                                    |
| 2008 | Bangai-O Spirits                         | DS                                                    |
| 2008 | Bleach: Versus Crusade                   | Wii                                                   |
| 2011 | Bangai-O HD: Missile Fury                | Xbox Live Arcade                                      |
| 2011 | Radiant Silvergun                        | Xbox Live Arcade                                      |
| 2011 | Guardian Heroes                          | Xbox Live Arcade                                      |